# Relación irreflexiva
Una relación binaria R entre los elementos de un conjunto A es una relación irreflexiva, también llamada: antirreflexiva o antirrefleja, si ningún elemento del conjunto está relacionado consigo mismo:
{\displaystyle \forall a\in A:\;(a,a)\notin R}
Para todo a que pertenezca a A, (a,a) no pertenece R.
Que también puede expresarse
{\displaystyle \nexists a\in A:\;(a,a)\in R}
No existe ningún elemento a en el conjunto A que cumpla que: (a,a) pertenezca a R.

## Ejemplo
Tomando las rectas en el plano:
{\displaystyle r,s,t,u,\dots }
Que forman el conjunto de las rectas del plano R:
{\displaystyle R=\{r,s,t,u,\dots \}}
y la relación de perpendicularidad entre rectas P:
{\displaystyle P=\{(r,s):\;r,s\in R\quad \land \quad r\bot s\}}
La relación binaria, formada por los pares de rectas que son perpendiculares, que podemos representar:
{\displaystyle r\bot s\qquad {\acute {o}}\qquad \bot (r,s)\qquad {\acute {o}}\;bien\qquad (r,s)\in \bot }
Vemos que la relación de perpendicularidad entre rectas es irreflexiva, dado que para toda recta r del plano,  r no es perpendicular a sí misma.
{\displaystyle \forall r\in R:\;r\not \!\!\bot r}
Que también puede expresarse:
{\displaystyle \forall r\in R:\;\neg (r\bot r)}
o expresado de otra forma, ninguna recta es perpendicular a sí misma:
{\displaystyle \nexists r\in R:\;r\bot r}